# Villars-en-Azois
Villars-en-Azois ist eine französische Gemeinde mit 62 Einwohnern (Stand 1. Januar 2022) im Département Haute-Marne in der Region Grand Est. Sie gehört zum Arrondissement Chaumont und zum Kanton Châteauvillain. Zudem ist die Gemeinde Teil des 2003 gegründeten Gemeindeverbands Les Trois Forêts. Die Einwohner werden Villarsois(es) genannt.

## Lage
Villars-en-Azois liegt in einem Seitental westlich der Aube rund 56 Kilometer südöstlich von Troyes und 30 Kilometer westsüdwestlich der Kleinstadt Chaumont im Westen des Départements Haute-Marne an der Grenze zum Département Aube. Die Gemeinde besteht aus dem Dorf Villars-en-Azois und ist über weite Flächen von Wald bedeckt.
Nachbargemeinden sind Laferté-sur-Aube im Norden, Silvarouvres im Osten und Süden, Lanty-sur-Aube im Süden, Cunfin (im Département Aube) im Südwesten und Westen sowie Saint-Usage und Champignol-lez-Mondeville (beide im Département Aube) im Nordwesten.

## Geschichte
Bis zur Französischen Revolution lag Villars-en-Azois innerhalb der Bailliage de Chaumont. Die Gemeinde gehörte von 1793 bis 1801 zum Distrikt Chaumont. Seit 1801 ist sie Teil des Arrondissements Chaumont. Von 1793 bis 1801 war der Ort dem Kanton Laferté-sur-Aube zugeteilt. Seit 1801 liegt die Gemeinde innerhalb des Kantons Châteauvillain (bis 1814 Ville-sur-Aujon genannt).

## Bevölkerungsentwicklung
| Jahr                       | 1962 | 1968 | 1975 | 1982 | 1990 | 1999 | 2006 | 2019 |
| Einwohner                  | 137  | 145  | 135  | 105  | 107  | 76   | 75   | 69   |
| Quellen: Cassini und INSEE |      |      |      |      |      |      |      |      |

## Sehenswürdigkeiten
- Schloss Château d’Aizanville aus dem 16. und 18. Jahrhundert, seit 1982 Monument historique[1]
- Kirche Saint-Félix-Saint-Augebert, hauptsächlich aus dem 18. Jahrhundert
- Wegkreuz an der D11
- Denkmal für die Gefallenen[2]